# Figueira (Lamego)
Figueira es una freguesia portuguesa del concelho de Lamego, con 4,66 km² de superficie y 421 habitantes (2001). Su densidad de población es de 90,3 hab/km².